# Hind Laroussi
Hind Laroussi Tahiri, artiestennaam kortweg Hind (Gouda, 3 december 1984) is een Nederlands-Marokkaanse zangeres, vooral bekend geworden door haar plaats in de halve finale bij de eerste editie van Idols.

## Biografie
Hind heeft een Marokkaanse vader en een Nederlandse moeder. Toen Hind acht jaar was zong en acteerde zij voor het eerst in het openbaar. Kort daarna ging ze op zangles. Op haar middelbare school te Gouda (havo op het St.-Antoniuscollege) trad ze op tijdens muziek- en ouderavonden en volgde ze cabaretlessen. Ook trad ze op zeventienjarige leeftijd op in de Goudse Schouwburg. Ze kreeg een uitnodiging om te zingen tijdens de TMF-dancemasters party of the year in Duitsland. Dit alles resulteerde in een rol in Tracks, een eigentijdse theatervoorstelling. Ze heeft zang-, dans- en cabaretlessen gevolgd. Ook op nationaal niveau trad Hind voor het voetlicht. Ze deed mee aan de Soundmixshow 2002, en haalde daarbij de landelijke tv-finale, waarin ze een nummer van Vanessa Williams zong. Hind drong door tot de halve finale van het tv-programma Idols, in 2003.
Terwijl haar Idols-collega's Jim Bakkum en Jamai Loman de hitlijsten bestormden met hun singles, bleef het stil rondom Hind. Ze bleek zich voor te bereiden op de opnames van haar debuutalbum Around the World. De eerste single Summer All Over Again kwam in september 2003 uit en behaalde de Top 10 van de Nederlandse charts. In 2004 ontving de zangeres een Edison voor haar debuutalbum. Op 25 oktober in dat jaar zong ze tijdens een concert van Danny Malando in Tuschinski het nummer A Felicidade. Na de Edison ontving Hind voor Around The World een gouden plaat. Hierna legde zij zich toe op de opnames van haar tweede album Halfway Home dat in september 2005 uitkwam. De eerste single Give Me A Sign werd een redelijke hit, maar de singles die volgden (Halfway Home en Habaytek Besaif) deden het niet zo goed. Met het album maakte Hind een theatertour. Het nieuwe album was minder succesvol dan haar eerste album.

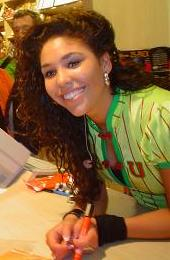
Hind, 2006

Hierna was Hinds deal bij platenlabel SONY&BMG ontbonden. De fusie van SONY&BMG was voor Hind reden om verder te kijken naar andere mogelijkheden. Inmiddels was de zangeres haar eigen label B-Hind begonnen om daarmee voortaan alles in eigen beheer te kunnen uitbrengen. Hind was in 2009 met haar nieuwe vriend begonnen met het schrijven van liedjes voor haar derde album. In 2009 nam Hind deel aan het eerste seizoen van het EO-programma De Mattheus Masterclass waarin niet-klassiek geschoolde artiesten een deel van Bachs Matthäuspassion uitvoeren in de St.-Vituskerk in Hilversum. Hind deed vanaf januari 2010 mee in het televisieprogramma Wie is de Mol?, maar viel af in de vijfde aflevering. Vanaf september 2011 was Hind te zien in het televisieprogramma De Sleutels van Fort Boyard in het groene Wie is de Mol-team.
In november 2014 was zij kort als actrice (verkoopster in een Goudse stroopwafelbakkerij) te zien in het Sinterklaasjournaal.

### Idols
In 2003 deed Hind mee aan Idols. Uiteindelijk werd Hind derde; ze verloor in de halve finale van Jim en Jamai.

### Songfestival

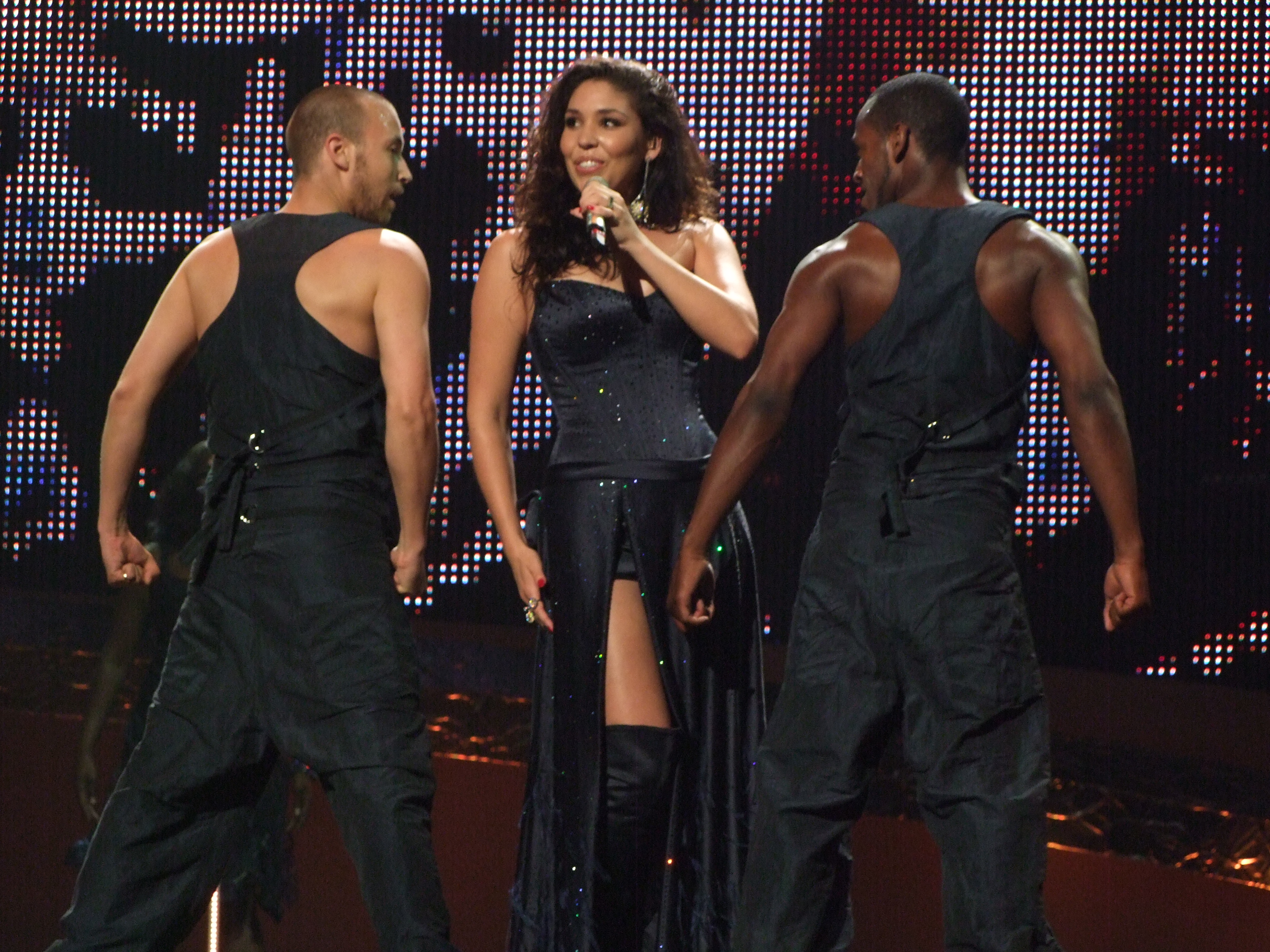
ESC 2008, 1e halve finale, Hind: Your heart belongs to me

Op 17 november 2007 deelde Hind mee dat zij Nederland op het Eurovisiesongfestival 2008 in Servië mocht vertegenwoordigen. De NOS bevestigde dit op 23 november 2007.
Op 20 mei 2008 deed Hind op het 53ste Eurovisiesongfestival in Belgrado mee aan de eerste halve finale. Tijdens deze voorronde probeerden negentien landen zich te plaatsen voor een plek bij de beste tien, die dan mogen deelnemen aan de songfestivalfinale.
Op 7 maart 2008 presenteerde Hind het songfestivalliedje en tevens haar nieuwe single, Your Heart Belongs To Me aan het Nederlandse publiek tijdens het tv-programma Thank God it's Friday van Claudia de Breij. Op het Eurovisiesongfestival behaalde Hind in de halve finale 27 punten, wat onvoldoende was om zich voor de finale te plaatsen.

### Titelsong SpangaS-film
Op 14 augustus 2009 werd door regisseur Johan Nijenhuis bekendgemaakt dat Hind de titelsong Morgen zou zingen voor de eerste film rondom de NCRV-serie SpangaS. Morgen zou vanaf half september 2009 op single worden uitgebracht en vanaf 30 september 2009 te horen zijn in de bioscopen. Hind bevestigde dit op haar Twitter-pagina.

### Sellaband

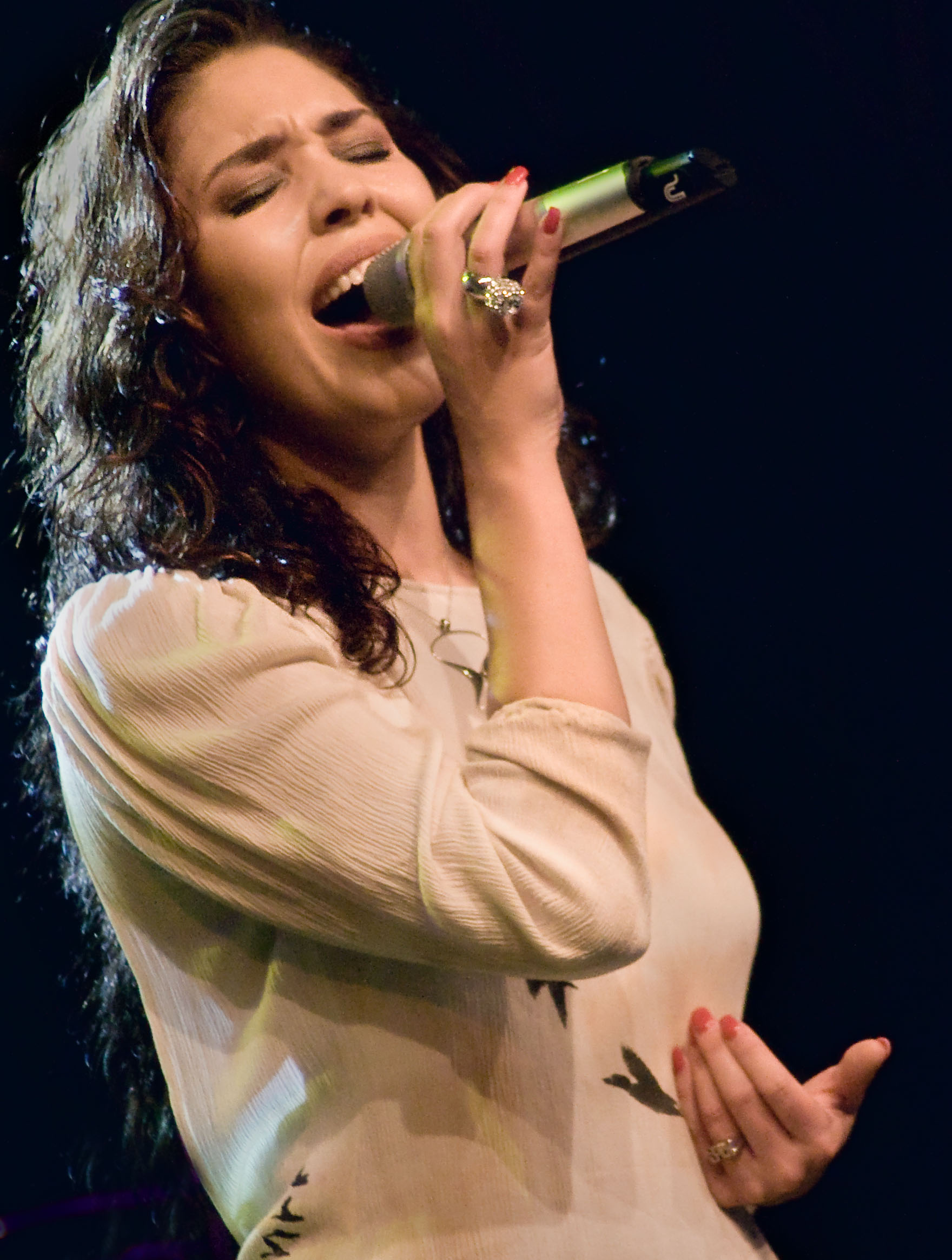
Hind (ongedateerde foto)

Hind was op 24 november 2009 begonnen met een "fund raising" (crowd sourcing) voor haar derde album via de website van SellaBand en op 6 december 2009 had ze dat doel bereikt. Tijdens een interview in Pauw & Witteman vertelde Hind dat de voornaamste reden voor haar om de nieuwe cd via SellaBand te financieren was, dat ze het album volledig in eigen beheer wilde opnemen en de kans wilde hebben haar eigen muziek te maken, zonder invloed van anderen. Via SellaBand hoopte ze dichter bij de fans te staan en een gegarandeerde afzetmarkt voor haar cd te creëren. In februari 2010 werd SellaBand failliet verklaard, maar ging na een overname binnen een week verder als Duits bedrijf.
Hind was intussen bezig met het schrijven van nieuw materiaal voor het album dat in de eerste week van oktober 2010 was verschenen. Dit album was geproduceerd door Steve Power, die eerder met Robbie Williams samenwerkte. Dit album was 4 oktober 2010 gepresenteerd in de Melkweg in Amsterdam met de naam Hind Crosspop. De eerste single met videoclip verscheen in september 2010 en heette Don't leave me behind.
Op 16 oktober 2010 kwam het nieuwe album Hind Crosspop op nummer 8 binnen in de Album Top 100. Het album dat door producer Steve Power werd geproduceerd en dat ze verder in eigen beheer (label B-HIND) samen met haar vriend en manager uitbracht, viel erg goed bij het Nederlandse publiek in de eerste week van verschijnen. Het album kreeg zelfs direct aandacht in het buitenland via onder andere Livedome.de die de exclusieve rechten verwierf om de cd-release als concert 'live' te streamen in Duitsland. Ruim 36 portals zonden het concert uit.
In januari 2011 kreeg Hind via SellaBand 24.000 euro bij elkaar voor de marketing van haar tweede single van het album. Deze single was het nummer I Want It. Zij was in dat jaar tevens een van de deelnemers aan het eerste seizoen van de remake van het televisieprogramma Fort Boyard. Begin november 2012 kondigde Hind een nieuwe single aan, die in december 2012 zou verschijnen.

### Verenigde Staten
Daarna vertrekt Hind naar de Verenigde Staten, waar ze in Beverly Hills bij een vriendin intrekt. Hier brengt ze materiaal uit onder de naam Laroussi. Chris Cox remixed in 2019 haar single Lost, wat haar redelijk succes brengt. Op 21 mei 2021 brengt ze de nieuwe single  Cat and Mouse uit. De videoclip is opgenomen in Dubai.

## Privéleven
Hind had van begin 2013 tot eind 2015 een relatie met miljardair Marcel Boekhoorn. Eerder had ze relaties met Gert-Jan Mulder (Brainpower) en met Eddie Tjon Fo.

## Muziekprijzen en nominaties
| Jaar | Award              | Categorie        | Resultaat |
| ---- | ------------------ | ---------------- | --------- |
| 2004 | Edison Music Award | Beste Nieuwkomer | Winnaar   |

## Discografie

### Albums
| Album met eventuele hitnotering(en) in de Nederlandse Album Top 100 | Datum van verschijnen | Datum van binnenkomst | Hoogste positie | Aantal weken | Opmerkingen |
| ------------------------------------------------------------------- | --------------------- | --------------------- | --------------- | ------------ | ----------- |
| Around the world                                                    | 2003                  | 15-11-2003            | 9               | 44           | Goud        |
| Halfway home                                                        | 2005                  | 08-10-2005            | 31              | 11           |             |
| Crosspop                                                            | 10-2010               | 16-10-2010            | 7               | 2            |             |

### Singles
| Single met eventuele hitnotering(en) in de Nederlandse Top 40 | Datum van verschijnen | Datum van binnenkomst | Hoogste positie | Aantal weken | Opmerkingen |
| ------------------------------------------------------------- | --------------------- | --------------------- | --------------- | ------------ | --- |
| Summer all over again                                         | 2003                  | 11-10-2003            | 11              | 9            | Nr. 7 in de Single Top 100                                                                                        |
| Weak                                                          | 2004                  | 28-02-2004            | 31              | 4            | Nr. 22 in de Single Top 100                                                                                       |
| Sure as                                                       | 2004                  | 28-08-2004            | tip3            | -            | Nr. 35 in de Single Top 100                                                                                       |
| Als je iets kan doen                                          | 2005                  | 15-01-2005            | 1(4wk)          | 9            | Als onderdeel van Artiesten voor Azië / Nr. 1 in de Single Top 100 / Alarmschijf / Best verkochte single van 2005 |
| Give me a sign                                                | 2005                  | 01-10-2005            | 29              | 3            | Nr. 15 in de Single Top 100                                                                                       |
| Halfway home                                                  | 2005                  | -                     |                 |              | Nr. 75 in de Single Top 100                                                                                       |
| Your heart belongs to me                                      | 14-04-2008            | 17-05-2008            | 27              | 4            | Songfestival inzending 2008 / Nr. 16 in de Single Top 100                                                         |
| Morgen                                                        | 09-2009               | -                     |                 |              | Soundtrack SpangaS op Survival / Nr. 17 in de Single Top 100                                                      |
| Wereldwijd orkest                                             | 2011                  | 03-12-2011            | 12              | 4            | Als onderdeel van Diverse artiesten / met Het Metropole Orkest & Vince Mendoza / Nr. 1 in de Single Top 100       |
| Make it Count                                                 | 25-02-2013            | -                     |                 |              | Nr. 11 in de Single Top 100                                                                                       |

### Singles zonder hitnotering
- Habbaytek besaif (2006)
- Don't leave me behind (2010)
- Stay (2010)
- Salem, Salem (2015)

1956: Jetty Paerl + Corry Brokken · 
1957: Corry Brokken · 
1958: Corry Brokken · 
1959: Teddy Scholten · 
1960: Rudi Carrell · 
1961: Greetje Kauffeld · 
1962: De Spelbrekers · 
1963: Annie Palmen · 
1964: Anneke Grönloh · 
1965: Conny Vandenbos · 
1966: Milly Scott · 
1967: Thérèse Steinmetz · 
1968: Ronnie Tober · 
1969: Lenny Kuhr · 
1970: Hearts of Soul · 
1971: Saskia & Serge · 
1972: Sandra & Andres · 
1973: Ben Cramer · 
1974: Mouth & MacNeal · 
1975: Teach-In · 
1976: Sandra Reemer · 
1977: Heddy Lester · 
1978: Harmony · 
1979: Xandra · 
1980: Maggie MacNeal · 
1981: Linda Williams · 
1982: Bill van Dijk · 
1983: Bernadette · 
1984: Maribelle · 
1986: Frizzle Sizzle · 
1987: Marcha · 
1988: Gerard Joling · 
1989: Justine Pelmelay · 
1990: Maywood · 
1992: Humphrey Campbell · 
1993: Ruth Jacott · 
1994: Willeke Alberti · 
1996: Maxine & Franklin Brown · 
1997: Mrs. Einstein · 
1998: Edsilia Rombley · 
1999: Marlayne · 
2000: Linda Wagenmakers · 
2001: Michelle · 
2003: Esther Hart · 
2004: Re-union · 
2005: Glennis Grace · 
2006: Treble · 
2007: Edsilia Rombley · 
2008: Hind · 
2009: Toppers · 
2010: Sieneke · 
2011: 3JS · 
2012: Joan Franka · 
2013: Anouk · 
2014: The Common Linnets · 
2015: Trijntje Oosterhuis · 
2016: Douwe Bob ·
2017: OG3NE · 
2018: Waylon · 
2019: Duncan Laurence · 
2021: Jeangu Macrooy · 
2022: S10 ·
2023: Mia Nicolai & Dion Cooper ·
2024: Joost Klein ·
2025: Claude